# El Madania
El Madania (em árabe: المدنية) (anteriormente Clos-Salembier, durante a colonização francesa), é uma comuna localizada na província de Argel, no norte da Argélia. Sua população era de 40 301 habitantes, em 2008.